# Сарајево (албум)
Сарајево је други соло албум македонског гитаристе Влатка Стефановског. Албум садржи 11 композиција. Изашао је 1996. у издању Third Ear Music. Рађен је поводом представе Сарајево, чији је сценарио написао његов брат Горан, а режију потписује Слободан Унковски за манифестацију Антверпен 1993 − културна престоница Европе.

## О албуму
Омот албума краси цртеж Камена планина која ју нацртала Јасна Хасановић, избеглица из Босне. Све композиције је написао сам аутор, док је текстове написао његов старији брат.
Прави разлог зашто је изашао 1996. године јер је у време стварања трајао рат у Босни.
Праћен је спотом за песму Roofs of Sarajevo чију режију потписује Игор Иванов Изи.

## Листа песама
| №  | Назив                        | Трајање |  |
| 1. | Clouds                       | 2:18    |  |
| 2. | Migrant Bird                 | 3:00    |  |
| 3. | The Roofs                    | 2:35    |  |
| 4. | Europe                       | 3:27    |  |
| 5. | Sarajevo - инструментал      | 4:20    |  |
| 6. | The War Waltz - инструментал | 3:13    |  |
| 7. | Atmo 1 - инструментал        | 3:24    |  |
| 8. | Atmo 2 - инструментал        | 1:51    |  |